# Thomas Huschke
Thomas Huschke, né le 29 décembre 1947, est un coureur cycliste est-allemand, qui a été champion du monde de poursuite amateur en 1975.

## Biographie
Le nom porté par Thomas Huschke n'est pas inconnu dans le domaine du cyclisme en Allemagne. Le grand-père, Adolf Huschke, le grand-oncle, Richard Huschke, le père, Gerhard Huschke ont été coureurs cyclistes entre 1910 et 1935. Thomas, qui est affilié au club berlinois le TSC, s'oriente principalement vers la piste, mais il a réalisé de bonnes performances aussi, sur route.

## Palmarès

### Jeux olympiques
- Munich 1972
  -  Médaillé d'argent de la poursuite par équipes l'équipe de RDA : Heinz Richter, Herbert Richter, Uwe Unterwalder
- Montréal 1976
  -  Médaillé de bronze en poursuite individuelle amateur

### Championnats du monde
- 1970
  -  Médaillé d'argent de la poursuite par équipes amateur
- 1971
  -  Médaillé d'argent de la poursuite par équipes amateur
- 1974
  -  Médaillé d'argent de la poursuite par équipes amateur
  -  Médaillé de bronze de la poursuite individuelle amateur
- 1975
  -  Champion du monde de poursuite individuelle amateur
  -  Médaillé de bronze de la poursuite par équipes amateur

### Championnats nationaux
- -  Champion de RDA de poursuite individuel 1970, 1971, 1975
  -  Champion de RDA de poursuite par équipes en 1969, 1971, 1974, 1975, 1976
  -  Champion de RDA de l'américaine en 1970, 1971, 1972, 1976
  -  Champion de RDA de demi-fond en 1977

## Palmarès sur route
- 1972
  - 3e du Tour de Belgique amateur
  - 3e du Grand Prix cycliste de L'Humanité
- 1973
  - 11e étape de la Course de la Paix